# Odpornost proti antibiotikom
Odpornost proti antibiotikom je oblika odpornosti proti zdravilom, pri kateri so nekatere (ali redkeje, vse) subpopulacije mikroorganizmov, navadno bakterij, sposobne preživeti kljub izpostavljenosti enemu ali več antibiotikom. Patogeni, odporni proti več antibiotikom, se imenujejo večkratno odporni (multirezistentni) patogeni. Odpornosti proti antibiotikom ne razvijejo ljudje, temveč mikrobi.
Odpornost proti antibiotikom je resen in naraščajoč pojav v sodobni medicini, pojavila se je kot eden izmed izstopajočih skrbi za javno zdravje v 21. stoletju, zlasti ker se tiče patogenih organizmov (pojem je še posebej pomemben za organizme, ki povzročajo bolezni pri ljudeh). V najpreprostejših primerih lahko večkratno odporni organizmi pridobijo odpornost proti prvi liniji antibiotikov, kar zahteva uporabo zdravila druge izbire. Običajno se najprimernejše zdravilo izbere na osnovi več dejavnikov, kot so varnost, razpoložljivost in stroški. Alternativa ima običajno širši spekter, manj ugoden profil tveganja in koristi ter je dražja, navsezadnje se lahko zgodi, da v kritičnih okoliščinah ni na voljo. Nekateri večkratno odporni patogeni odpornost proti drugi in tudi tretji izbiri antibiotikov pridobijo zaporedno, šolski primer za to je Staphylococcus aureus v nekaterih bolnišničnih okoliščinah. Nekateri patogeni, kot je Pseudomonas aeruginosa, imajo tudi visoko lastno stopnjo odpornosti.
Nastopa lahko v obliki spontane ali izzvane genske mutacije, ali kot odpornostni gen, pridobljen od drugih bakterijskih vrst s horizontalnim prenosom genov, z genetsko spregatvijo, transdukcijo ali preobrazbo. Številne gene za odpornost proti antibiotikom je najti na prenosljivih plazmidih, kar njih prenos olajšuje. Izpostavljenost antibiotikom zaradi naravne selekcije podpira preživetje organizmov z geni za odpornost. Na ta način se gen za odpornost proti antibiotikom zlahka širi v bakterijskem ekosistemu. Plazmidi z odpornostjo proti antibiotikom pogosto vsebujejo gene, ki nudijo odpornost proti več različnim antibiotikom. To pa ne velja za Mycobacterium tuberculosis, bakterijo, ki povzroča tuberkulozo, ker je premalo dokazov za to, da bi te bakterije imele plazmide. Poleg tega M. tuberculosis nima priložnosti priti v stik z drugimi bakterijami, da bi z njimi delila plazmide.
Geni za odpornost proti antibiotikom so stari najmanj toliko, kot so antibiotiki sami. Vendar pa je povečana razširjenost okužb z bakterijami, odpornimi proti antibiotikom, ki smo ji priča v kliničnem okolju, posledica uporabe antibiotikov, tako v humani medicini kot v veterini. Vsaka uporaba antibiotikov lahko samo poveča selektivni pritisk v populaciji bakterij, zaradi katerega odporne bakterije uspevajo, občutljive bakterije pa odmirajo. Zaradi vse pogostejše odpornosti proti antibiotikom raste potreba po alternativnih zdravilih. Toda kljub povečanemu zanimanju za nove antibiotične terapije  število na novo odobrenih zdravil dalje upada. Odpornost proti antibiotikom zato predstavlja resen in pomemben problem.
Kako hitro narašča razširjenost in incidenca okužb z večkratno odpornimi patogeni, kaže najbolje vse večje število splošno znanih kratic za povzročitelja in včasih okužbe na splošno; med njimi so verjetno najbolj znane MRSA (proti meticilinu odporni Staphylococcus aureus), potem VISA (vancomycin-intermediate S. aureus), VRSA (vancomycin-resistant S. aureus), ESBL (Extended spectrum beta-lactamase), VRE (Vancomycin-resistant Enterococcus) in MRAB (Multidrug-resistant A. baumannii). Med primeri, pri katerih so vpleteni večkratno odporni patogeni vpleteni, večinoma prevladujejo okužba v okviru bolnišnic, vendar pa so tudi primeri zunaj bolnišnic vse pogostejši.

## Vzroki
Čeprav so bile nizke ravni odpornih bakterij prisotne že pred široko uporabo antibiotikov, je zaradi njihova uporabe evolucijski pritisk igral pomembno vlogo, tako pri razvoju odpornih bakterij kot pri širjenju odpornosti med njimi. Pojav odpornih bakterij, velik problem v zdravstvu dandanes, je posledica napačne in pretirane uporabe antibiotikov. V nekaterih državah se antibiotiki prodajajo na prostem trgu, brez recepta, kar tudi vodi k nastajanju odpornih sevov. Odpornost povzroča tudi uporaba antibiotikov v živalski krmi. Gospodinjska uporaba antibiotikov v milu in v drugih proizvodih, čeprav ni jasno, koliko vpliva na odpornost, se tudi odsvetuje (ker ne pomaga učinkovito omejiti okužb). Tudi neustrezni postopki v farmacevtski proizvodnji lahko povečujejo verjetnost za nastanek odpornih sevov. Postopki in klinična praksa med zdravljenjem so pogosto zgrešeni – običajno se bolnika ne izolira, tako da lahko pride do ponovne okužbe z obstoječim ali z novim patogenom, kar onemogoči cilj zdravljenja, to je uspešno in v celoti uničiti povzročitelja. (Glej okužbe, povezane z zdravstvom in obvladovanje okužb).
Nekateri razredi antibiotikov so v primerjavi z drugimi skupinami antibiotikov v tesni zvezi s kolonizacijo s »superhrošči«. Superhrošč, imenovan tudi multirezistenten patogen, je bakterija, ki nosi več genov odpornosti. Tveganje za kolonizacijo se poveča, če pri superhroščih obstaja pomanjkanje občutljivosti (odpornost) na uporabljeni antibiotik in na visoko penetracijo v tkivo, kot tudi na široko aktiven spekter proti »dobrim bakterijam«. Pri glikopeptidih, cefalosporinih in še posebno kinolonih je opaziti povečanje v okužbah z MRSA (Staphylococcus aureus, odporen proti meticilinu). Antibiotiki z visokim tveganjem pri kolonizaciji s Clostridium difficile so med drugim cefalosporini in še posebno kinoloni in klindamicin.
V Združenih državah Amerike so leta 1997 polovico antibiotikov rabili za ljudi in pol za živali.

### Naravni izvor odpornosti
Obstajajo dokazi za odpornost proti antibiotikom naravnega izvora. Geni, ki zagotavljajo te vrste odpornost, so znani kot okoljski rezistom. Ti geni se lahko prenesejo z neškodljivih bakterij na mikrobe, ki povzročajo bolezni, kar ima za posledico klinično pomembno odpornost proti antibiotikom.
Leta 1952 sta Joshua in Esther Lederberg s poskusi dokazala, da so proti penicilinu odporne bakterije obstajale že pred uporabo penicilina v zdravstvene namene. Joshua Lederberg in njegov doktorant Norton Zinder sta tudi dokazala obstoj odpornosti bakterij proti streptomicinu pred njegovim odkritjem. Leta 1962 so v vzorcih posušene zemlje na koreninah rastlin, konzerviranih leta 1689 v Britanskem muzeju, odkrili speči  Bacillus licheniformis  v obliki endospor, ga oživeli in v njem dokazali prisotnost penicilinaze. Šest sevov Clostridium, ki so jih našli v prebavilih Williama Brainea in Johna Hartnella (članov Franklinove odprave), je bilo odpornih proti cefoksitinu in klindamicinu. Ena od razlag je bila, da so se penicilinaze lahko pojavile kot obrambni mehanizem proti bakterijam v njihovem habitatu, kot je na primer s penicilinazo bogati Staphylococcus aureus v okolju, kjer je najti bakterijo Trichophyton, ki tvori penicilin; dokazi za to pa so posredne narave. Iskanje prednika za penicilin se je osredotočila na skupino beljakovin, ki bi a priori morale biti sposobne, se na en ali drug način vezati na penicilin. Odpornost proti cefoksitinu in klindamicinu so po drugi strani pripisali stiku Brainea in Hartnella z mikroorganizmi, ki jih proizvajajo naravno ali zaradi naključnei mutacije v kromosomih sevov Clostridium. Kljub temu pa obstajajo dokazi, da težke kovine in nekatera onesnaževala pomenijo prednost za proti antibiotikom odporne bakterije in tako pomenijo stalen vir za njihov pojav v majhnem številu.

### V zdravstvu
Neprimerno predpisovanje antibiotikov ima številne vzroke, med drugim ljudi, ki vztrajajo pri antibiotikih, zdravnike, ki jih brez nadaljnjega predpisujejo, ker nimajo časa, da bi pacientom pojasnjevali, zakaj jih ne potrebujejo, ter zdravnike, ki ne vedo, kdaj naj antibiotike predpišejo ali pa so iz medicinsko-pravnih razlogov bolj kot je treba previdni.  Tako je na primer vsak tretji človek prepričan, da antibiotiki pomagajo proti prehladu; prehlad je najpogostejši razlog za predpisovanje antibiotikov, čeprav so antibiotiki proti virusom popolnoma neučinkoviti.
Število oseb, ki dobiva neustrezno predpisane antibiotike, je vse večji dejavnik pri naraščajočih ravneh odpornosti bakterij, bolj kot je neskladnost s predpisanim jemanjem antibiotikov med tistimi, ki se jim antibiotike predpiše. Vendar pa je stopnja neskladnosti visoka. Enkratni odmerek antibiotikov ima pri osebi, ki ga je vzela, za posledico povečano tveganje za pojav – tja do enega leta– mikrobov, ki so odporni proti antibiotikom.
Odpornost proti antibiotikom se dokazano povečuje s trajanjem zdravljenja; v kolikor se  klinično učinkovita, od organizma in odmerjenega antibiotika odvisna spodnja meja upošteva, uporaba krajših rokov dajanja verjetno zmanjšuje stopnjo odpornosti in stroške ter dosega boljše rezultate zaradi manj zapletov, kot sta okužba s C. difficile in driska. V nekaterih primerih je kratkotrajnejše jemanje zdravila slabše od dolgotrajnejšega. Ena od raziskav je pokazala, da je pri enem od antibiotikov bolj učinkovito kratkotrajno dajanje, pri drugem pa bolj daljše.
Nasvet, da se antibiotike vedno jemlje do konca, ne temelji na močnih dokazih, in nekateri raziskovalci zavračajo uporabo nalepke »Zdravilo porabite v celoti, razen če ni drugače prepisano«. Pogosto se antibiotiki lahko varno nehajo jemati 72 ur po izginotju simptomov. Vendar pa nekatere okužbe zahtevajo zdravljenje še dolgo potem, ko simptomi so izginili, in v vseh primerih lahko nezadostno jemanje antibiotikov privede do ponovitve (z bakterijo, ki je na antibiotike odpornejša). Zdravniki morajo bolnikom priskrbeti navodila, tako da vedo, kdaj je varno z jemanjem zdravila prenehati, saj se lahko bolniki bolje počutijo, še preden je okužba izkoreninjena. Nekateri raziskovalci svetujejo zdravnikom, da prepišejo antibiotik za zelo kratek čas in bolnika po nekaj dneh ponovno pregledajo, terapijo pa prekinejo, če kliničnih znakov za okužbo ni več.
Ljudje v velikem številu nehajo prehitro z jemanjem antibiotika, predvsem zato ker se počutijo bolje (odvisno od države znaša odstotek od 10 % do 44 %). Komplianca je pri jemanju enkrat dnevno boljša kot v primeru, da je antibiotik treba vzeti dvakrat na dan. Pri bolnikih, ki jemljejo manj od potrebnega odmerka ali odmerkov ne jemljejo ob predpisanih časih, je posledica zmanjšana koncentracija antibiotikov v krvi in tkivih, tako da so bakterije, izpostavljene manj kot optimalni koncentraciji zdravila, kar povečuje pogostnost proti antibiotikom odpornih organizmov.
Stanja, tolerantna proti antibiotikom, so lahko odvisna od fizioloških prilagoditev, brez neposredne povezave s ciljno dejavnostjo antibiotikov ali vnosom, iztokom ter inaktivacijo zdravila. Prepoznavanje teh prilagoditev, da se s tega vidika poveča dejavnost obstoječih zdravil, je obetaven pristop, saj lahko ob pomanjkanju novih antibiotikov, lajša javnozdravstveno krizo.
Slaba higiena rok pri bolnišničnem osebju je dokazano povezana s širjenjem odpornih organizmov; če se skrbneje upošteva pravila glede umivanja rok, se ravni teh organizmov zmanjšajo.
Nepravilno uporabo antibiotikov in terapevtskih postopkov je pogosto mogoče pripisati v določenih okoljih prisotnemu strukturnemu nasilju. Socialno-ekonomski dejavniki, kot sta rasa in revščina, vplivajo na dostopnost in upoštevanje terapij. Uspešnost zdravljenja sevov, ki so odporni proti različnim zdravilom, je odvisna od tega, ali izboljšave v programih učinke strukturnega nasilja upoštevajo ali ne.

### Vloga drugih živali
Zdravila se uporabljajo pri živalih, ki se uporabljajo kot hrana za ljudi, kot govedo, prašiči, piščanci, ribe, itd. Antibiotiki se obsežno uporabljajo v živinoreji. Mnoga od teh zdravil se štejejo kot nepomembna za uporabo pri ljudeh, bodisi zaradi pomanjkljive učinkovitosti ali ciljne uporabe (kot je uporaba ionopor pri drobnici za ljudi niso pomembna ali ker se pri ljudeh več ne uporabljajo (na primer vse manjša uporaba sulfonamidov zaradi razširjenih alergičnih reakcij pri ljudeh po eni in odpornosti patogenov na zdravilo po drugi strani). V preteklosti se je zakonodaja glede uporabe antibiotikov v živalski krmi omejevala na ostanke zdravila v mesnih, jajčnih in mlečnih izdelkih in se problematičnega pojavljanja odpornosti ni lotevala.  Gre za sliko temeljnih problemov v humani medicini, ki se je – tako v okviru raziskav kot tudi samega zdravljenja – ukvarjala s problemom uspešnih, nestrupenih odmerkov, ne pa z odpornostjo proti antibiotikom. Dokazi za prenos tako imenovanih superhroščev z živali na človeka so bili pomanjkljivi, in so po večini, z redkimi primeri transmisije na ljudi, kazali, da je izvor teh patogenov v človeški populaciji, v kateri se tudi ohranjajo.  MRSA, eden od povzročiteljev bolezni, ki ga v popularni literaturi najpogosteje citirajo, se je v veliki meri, pogosto brez simptomov,  ohranjeval v človeški populaciji, do nedavnega ga je bilo pri živalih za prehrano ali spremstvo le redko najti.  Še bolj pomembno, dokazi za prenos proti fluorokinolonu odpornih genov v sevih Campylobacteria pri perutnini so v ZDA navajali  kot razlog za strogo omejeno uporabo fluorokinolonov v veterinarski medicini pri živalih za prehrano.  (Uporaba pri hišnih živalih je še vedno dovoljena, pri tem pa so  v ZDA fluorokinoloni najpogosteje predpisan antibiotik za odrasle, kljub temu, da se priporoča, uporabljati jih le pri resnih okužbah.)
Leta 1945 je Alexander Fleming v svojem govoru ob podelitvi Nobelove nagrade opozoril na nevarnost podterapevtskih odmerkov pri antibiotikih, »ki jih lahko dobiš v trgovini«, brez recepta: »Lahko da s časom pridemo tako daleč, da bo antibiotike lahko kupil kdorkoli, kjerkoli. Tako da lahko pride do tega, da se bo kupec, ki nima pojma, zdravil s prenizko dozo zdravila in tako izpostavil mikrobe odmerkom, ki  niso smrtni in ki povzročajo odpornost. Oglejmo si naslednji hipotetični primer. Gospod X ima vneto grlo. Kupi si nekaj penicilina in ga vzame manj kot je treba, da bi uničil streptokoke, vendar zadosti, da postanejo odporni na penicilin. Potem okuži svojo ženo. Gospa X dobi pljučnico in odmerijo ji penicilin. Ker so sedaj streptokoki odporni, zdravilo več ne učinkuje. Gospa X umre. Kdo je v prvi vrsti kriv za njeno smrt?«
Kljub opozorilom Fleminga je bilo do konca petdesetih let mogoče brez recepta kupiti od velike količine antibiotikov, v trgovinah z artikli za kmetijstvo, po pošti in prek spleta, in jih brez veterinarskega nadzora uporabiti za hišne in rejne živali.  Bakterije, ki ostanejo v teh živalih, so lahko proti uporabljenim antibiotikom odporne, in lahko preidejo prek gnoja, blata in sape v okolje.  Dejanski učinek teh odpornih organizmov je odvisen od njihove posebne narave in od živali oziroma organizma, ki ga v prihodnje okužijo. Nekateri organizmi, kot je tetanus, so strupeni ne glede na to, ali so proti antibiotikom odporni ali ne.  (Koristno je, misliti na to, da se z antibiotiki ne zdravijo vse bolezni, ki jih povzročajo bakterije. Tetanus na primer se preprečuje s cepljenjem, če pa se pojavijo znaki zanj, ga je zelo težko zdraviti.)
Leta 2001 je Združenje prašičerejcev ZDA opozorilo svoje člane, da je C. difficile »napadel industrijo in pri tem terjal številne pujske« (Neutkens D; »Novi Clostridium mori prašičke«). Leta 2006 je študija, ki jo je izpeljal državni sistem ZDA za spremljanje zdravja živali dodatno raziskal razširjenost C. difficile v prašičjih farmah.  Študija je zajela kmetije velikosti, ki je značilna za farme, na katerih redijo 94 % prašičev  in  ugotovila, da je razširjenost C. difficile »relativno nizka (11,4%)« in da med področji in velikostmi kmetij ni bilo razlik.  Do okužbe ljudi s C. difficile (najsi bo odporen ali ne) najpogosteje pride pri hospitaliziranih bolnikih in ob uporabi močnih antibiotikov; med živalmi na kmetijah in ljudmi, ki so z njimi v stiku, povezave ni.
Glede na vrsto bakterij, s katerimi se srečujejo v okolju (najsi bo hlevski gnoj, onesnažena voda, grlo ali debelo črevo okuženih bolnikov ali nosilcev med bolnišničnim osebjem) imajo "superhrošči" možnost, deliti proti antibiotikom odporne gene s prenosom plazmidov ali, kot temu procesu tudi včasih pravijo, s "preskakovanjem genov".
Bakterije v živalih, ki so zaradi izpostavljenosti antibiotikom odporne, se lahko prenašajo na ljudi po treh poteh, to je s porabo mesa, z od bližnjim ali neposrednim stikom z živalmi ali drugimi ljudmi, ali pa prek okolja. Vendar pa temeljito kuhanje mesa  bakterije onemogoči, najsi bodo proti antibiotikom odporne ali ne. Svetovna zdravstvena organizacija je sklenila, da je treba uporabo antibiotikov za spodbujanje rasti v živalski krmi v odsotnosti ocen tveganja prepovedati.
Leta 1998 so ministri za zdravstvo Evropske unije glasovali za prepoved štirih antibiotikov, ki se pogosto uporabljajo za pospeševanje rasti živali (kljub priporočilom svojega znanstvenega odbora). Evropska uredba o prepovedi uporabe antibiotikov v krmi, z izjemo dveh antibiotikov v perutninski krmi, je začela veljati leta 2006. Obstajajo dokazi za to, da je v Skandinaviji prepoved znižala raven antimikrobne odpornosti pri (nenevarnih) populacijah bakterij pri živalih. Vendar pa ustrezne spremembe, kar se tiče proti antibiotikom odpornih primerov pri ljudeh, še ni bilo videti.

#### V Združenih državah Amerike
V ZDA zvezne agencije podatkov o uporabi antibiotikov pri živalih ne zbirajo, vendar je občasno bilo mogoče v raziskavah dokazati širjenje  proti zdravilom odpornih organizmov z živali na človeka. V skrbi za zdravje živali v ZDA živalski krmi dodajajo antibiotike in druga zdravila. Običajno se zdravila daje v krmi za perutnino in z vodo, saj je dajati droge vsaki živali posebe zaradi možnih poškodb in smrti nesprejemljivo.  Živali, ki so videti bolne, se v ZDA ne sme klati za prehrano ljudi v  ZDA.
Naraščajoča  zaskrbljenost potrošnikov zaradi uporabe antibiotikov v živalski krmi je v ZDA privedla do nišnega trga za živalske proizvode »brez antibiotikov«, vendar je malo verjetno, da bo ta mali trg lahko spremenil ustaljene navede celotne panoge.
Leta 2001 je združenje zaskrbljenih znanstvenikov ocenilo, da se od antibiotikov, ki se jih porabi v ZDA, več kot 70% daje živalim za prehrano (kot so na primer kokoši, prašiči in govedo), ki nimajo bolezni. Gre za tako imenovane »sub-terapevtske« odmerke, ki za boj proti bolezni ne zadostujejo. Ne glede na to, da ni diagnoze za bolezen, ima odmerjanje teh drog.(večinoma so za humano medicino brez pomena) pri živalih za posledico zmanjšano smrtnost in obolevnost ter pospešeno rast. Po eni od teorij naj bi pod-terapevtski odmerki v živali ubili nekatere, vendar ne vse bakterijske organizme, in pri življenju pustili mikrobe, ki so naravno odporni proti antibiotikom.  Študije so pokazale, da splošne ravni prebivalstva bakterij v bistvu ostanejo nespremenjene; spremeni se samo mešanica bakterij.
Dejanski mehanizem, zaradi katerega naj bi sub-terapevtski odmerki antibiotikov kot dodatki krmi pomagali pri rasti, tako ostane nejasen. Obstajajo mnenja, da lahko pri živalih in perjadi pride do sub-kliničnih okužb, ki jih nizke ravni antibiotikov v krmi ozdravijo, zaradi česar se živali bolje razvijajo; vendar za to teorijo ni prepričljivih dokazov.  Ker se zaradi uporabe antibiotikov kot krmnih dodatkov bakterijska obremenitev pri živali v bistvu ne spremeni, je lahko mehanizem za spodbujanje rasti kaj drugega kot "ubijanje slabih bakterij."
Leta 2000 je FDA je objavila svojo namero, da prekliče dovoljenje za uporabo fluorokinolona  v proizvodnji perutnine zaradi utemeljenih dokazov, da zaradi tega prihaja pri ljudeh vse bolj do okužb z bakterijo  Campylobacter, ki je odporna proti fluorokonolonu. Do končne odločitve o prepovedi fluorokinolona v reji perutnine je prišlo šele leta 2006 zaradi pritožb s strani prehrambene in farmacevtske industrije. Flurokinolone so v ZDA leta 2007 prepovedali dodajati živalski krmi.  Še vedno pa jih veliko uporabljajo za domače in eksotične živali.
Leta 2007 je v ZDA prišlo do predlogov za dva zvezna zakona (S. 549 in H.R. 962) , katerih namen je bil prepovedati rabo neterapevtskih antibiotikov v prehrambni živinoreji. Osnutek za senat, ki ga je predlagal. Edward "Ted" Kennedy, ni bil odobren.  Osnutek za predstavniški dom, ki ga je predlagala Rep. Louise Slaughter, je končal v odboru.
FDA je leta 1977 potrdila, da obstajajo dokazi za pojav proti antibiotikom odpornih bakterij v živinoreji. Vendar pa se je s prodajo antibiotikov v prosti prodaji (vključno s penicilinom in drugimi antibiotiki) privatnikom za njih domače živali po vseh ZDA nadaljevalo. V marcu 2012 je Okrožno sodišče za južni New York v tožbi Natural Resources Defense Council in drugih razsodilo, da mora soglasja, ki kršijo predpise za uporabo antibiotikov v živinoreji, FDA preklicati. 11. aprila 2012 je FDA objavila prostovoljni program, ki postopno ukinja nenadzorovano uporabo drog kot krmnih dodatkov in namesto proste prodaje antibiotikov dovoljuje le prodajo na recept, z namenom, omogočiti veterinarjem nadzor nad njih recepti in uporabo.

## Vplivi na okolje
Antibiotiki onesnažujejo okolje, odkar so začeli uhajati vanj s človeškimi odpadki (zdravila, kmetijstvo), prek živali in farmacevtske industrije. Antibiotični odpadki  tako zahajajo v okolje in z njimi odporne bakterije, ki se v okolju naseljujejo. Ker se bakterije razmnožujejo hitro, odporne bakterije, ki so zašle v okolje, z deljenjem širijo gene za odpornost. Poleg tega so bakterije z geni za odpornost, sposobne te lastnosti s pomočjo horizontalnega genskega prenosa širiti na druge vrste. Skratka, tudi če se kak antibiotik ne vnaša več v okolje, bodo geni za odpornost proti antibiotikom preživeli, s pomočjo bakterij, ki so se  v okolju brez stalne izpostavljenosti dalje delile.
Študija vzorcev iz reke Poudre River je med vzroki za razprševanje proti antibiotikom odpornih genov v okolje ugotovila čistilne naprave kot tudi dejavnosti v zvezi s krmljenjem živali. Ta raziskava je vire ugotavljala s pomočjo molekularnega podpisa, reko Poudre pa so izbrali, ker drugih človeških vplivov na njej ni. Študija kaže, da je lahko nadzor nad geni odpornosti proti antibiotikom koristen ne samo za to, da se ugotovijo točke sproščanja, temveč tudi za to, kako ti geni vztrajajo v okolju. Poleg tega se lahko z raziskovanjem fizikalnih in kemičnih metod zdravljenja ublaži pritisk proti antibiotikom odpornih genov na okolje in s tem njih vrnitev med ljudi.

## Mehanizmi
Beta-laktamski antibiotiki trajno onesposobijo encime za vezavo penicilina (PBP), ki so bistvenega pomena za preživetje bakterij, ker se za stalno navežejo na njih aktivna mesta. Na meticilin odporni Staphylococcus aureus (MRSA) pa izraža PBP, ki antibiotiku ne dovoljuje dostopa na aktivno točko. Odpornost proti antibiotikom je lahko posledica horizontalnega prenosa genov, pa tudi nepovezanih točkastih mutacij v genomu patogena, s pogostnostjo 1 proti 108 na mutacijo kromosoma.  Antibiotični odziv na patogen je lahko razumeti kot pritisk okolja. Bakterije z mutacijo, ki omogoča preživetje, živijo tako dalje in se razmnožujejo. To lastnost potem njihovi potomci dedujejo, tako da pride do razvoja v popolnoma odporno naselbino.
Štirje glavni mehanizmi, ki mikroorganizmom omogočajo odpornost na protimikrobna sredstva, so: 
1. Inaktivacija ali sprememba zdravila: na primer, encimsko dezaktiviranje  penicilina G z β-laktamazami pri nekaterih, proti penicilinu odpornih bakterijah.
2. Sprememba ciljnega mesta: na primer, sprememba PBP ‒ ciljnega mesta za vezavo penicilinov ‒pri MRSA (multirezistenten Staphylococcus aureus) in drugih proti penicilinu odpornih bakterijah.
3. Sprememba presnovne poti: na primer, nekatere proti sulfonamidu odporne bakterije ne potrebujejo para-aminobenzojska kisline (PABA), ki je pomemben predhodnik za sintezo folne kisline in nukleinskih kislin pri bakterijah, ki jih sulfonamidi zavirajo; te vrste bakterij namesto tega, podobno kot celice sesalcev, uporabljajo predhodno oblikovano folno kislino.
4. Zmanjšano nabiranje zdravila: z zmanjšanjem prepustnosti membran in/ali povečanim prečrpavanjem zdravila skozi površje celice.[72]

Za odpornost proti fluorokinolonom obstajajo trije znani mehanizmi. Nekatere vrste iztočnih črpalk so zmožne zmanjševati znotraj-celično koncentracijo kinolonov. V gram-negativnih bakterijah geni odpornosti, ki so jih prenesli plazmidi, tvorijo proteine, ki se lahko vežejo na girazo za DNA, in jo tako varujejo pred vplivom kinolonov. Končno lahko mutacije na ključnih točkah genov za DNA girazo ali topoizomerazo IV znižajo njih afiniteto za kinolone in s tem učinkovitost zdravila. Raziskave so pokazale, da ključno vlogo pri pridobivanju bakterijskih mutacij, ki omogočajo odpornost proti kinolonom in rifampicinu, morebiti igra bakterijski protein LexA.
Odpornost proti antibiotikom je mogoče v mikro'organizem uvesti tudi umetno v laboratoriju; včasih se uporablja kot izbirni označevalec pri raziskavah mehanizmov za prenos genov ali kot pripomoček pri identifikaciji organizmov, ki so absorbirali kos DNK z genom za odpornost ali kako drugo zanimivo lastnost. Nedavna študija je pokazala, da do horizontalnega prenosa genov med bakterijami Staphylococcus prihaja veliko pogosteje kot je pričakovati; pri tem se prenašajo tudi geni, katerih delovanje se odpornosti proti antibiotikom in virulentnosti ter funkcije genov, ki prebivajo v mobilnih genskih elementih, ne tiče.
Dolgo časa se je mislilo, da je za odpornost mikroorganizmov proti antibiotikom potrebna velika populacija. Vendar pa nedavne ugotovitve kažejo, da za pojav odpornosti proti antibiotikom velike populacije niso nujnost. Dandanes vemo, da lahko  v antibiotičnem gradientu tudi majhne populacije E. coli postanejo odporne. Katerokoli s stališča hranil in antibiotičnih gradientov heterogeno okolje lahko olajša razvoja odpornosti proti antibiotikom v majhnih populacijah bakterij ‒ in to velja tudi za človeško telo. Raziskovalci menijo, da mehanizem za razvoj odpornosti temelji na štirih SNP v genomu E. coli, do katerih pride v antibiotičnem gradientu. S temi mutacijami pride v bakteriji do pojava odpornosti proti antibiotikom.
Zelo pogosto se napačno misli, da pride do odpornosti proti antibiotikom pri človeku. V resnici postane proti antibiotikom odporno ne telo samo, temveč sev bakterij v njem.

## Odporni povzročitelji bolezni

### Staphylococcus aureus
Staphylococcus aureus (pogovorno »staf aureus« ali "staf infekcija«), je eden izmed glavnih odpornih patogenov. Najti ga je v sluznicah in človeški koži pri vsakem tretjem človeku; na pritisk antibiotikov je izjemno prilagodljiv. Gre za eno prvih bakterij, pri kateri so odkrili odpornost na penicilin ‒ leta 1947, le štiri leta po začetku množične proizvodnje zdravila. Meticilin je bil takrat antibiotik izbire, zaradi velike toksičnosti za ledvice so ga kasneje nadomestili z oksacilinom.  Proti meticilinu odporni Staphylococcus aureus  (MRSA), so prvič odkrili v Veliki Britaniji leta 1961, dandanes pa je dokaj pogost gost v bolnišnicah. MRSA je 1999 zakrivil 37 % smrtnih primerov sepse v Veliki Britaniji, občuten porast od 4 % in 1991. Polovica vseh okužb s S. aureus v ZDA je odpornih proti penicilinu, meticillinu, tetraciklinu in eritromicinu. 
Tako je tedaj ostal samo še vankomicin kot edino učinkovito sredstvo. Konec devetdesetih pa so se začel pojavljati novi sevi, kot je tako imenovani »glycopeptide-intermediate Staphylococcus aureus (GISA)« ali »vancomycin-intermediate Staphylococcus aureus (VISA)«, to je sevi z vmesnimi (4-8 μg/ml) stopnjami odpornosti, Prvi primer so odkrili na Japonskem leta 1996, enake seve pa so kasneje prepoznali v bolnišnicah v Angliji, Franciji in ZDA. Prvi dokumentirani sev s popolno (> 16 g  ml), odpornostjo proti vankomicinu (VRSA) se je pojavil v ZDA leta 2002. Leta 2011 pa so testirali varianto vankomicina, ki se veže na spremenjeni laktat, poleg tega pa tudi dobro na prvotni cilj, torej vrača zdravilu prvotno močno antimikrobno dejavnost.
V devetdesetih letih so odkrili oksazolidinone, prvi na trgu je bil  linezolid, ki ga je po uspešnosti proti MRSA mogoče primerjati z vankomicinom. O odpornosti proti linezolidu so pri S. aureus poročali leta 2001.
MRSA, pridobljen v skupnosti (»community-acquired« MRSA. kratica CA-MRSA), se je zdaj pojavil kot epidemija, katere znaki so hitro napredujočo pljučnico s smrtnimi izidi, pojavom nekroze, hudo sepso in nekrotizirajočim fasciitisom. V ZDA je MRSA najpogostejši vzrok za odpornost proti protimikrobnim zdravilom v bolnišnicah. Epidemiologija okužb, ki jih povzroča MRSA, se hitro spreminja. V zadnjih 10 letih so se okužbe, ki jih ta povzroča organizem, pojavile v širši javnosti. Klona MRSA, najtesneje povezana z izbruhi v javnosti, sta USA400 (sev MW2, rod ST1) in USA300, ki pogosto vsebuje Panton-Valentine Leukocidin (PVL) geni in se pogosteje povezuje z okužbami kože in mehkih tkiv. Poročali so o izbruhih okužb s CA-MRSA v zaporih, športnih ekipah, med rekruti, v porodnišnicah in pri moških, ki imajo spolne odnose z moškimi. Okužbe s CA-MRSA so zgleda že endemične v številnih mestnih predelih, vzrok so za večino okužb s CA-S. aureus.

### StreptococcusinEnterococcus
Okužbe s Streptococcus pyogenes (angl. oznaka Group A Streptococcus: GAS) se običajno zdravijo z različnimi antibiotiki. Zgodnje zdravljenje lahko zmanjša tveganje za smrt zaradi okužbe z invazivnim streptokokom skupine A. Vendar pa v nekaterih primerih tudi najbolj zavzeto zdravljenje ne more preprečiti smrti. Bolnike s hudo obliko bolezni je lahko da treba zdraviti na oddelku za intenzivno nego. Osebam, pri katerih je prišlo do nekrotizirajočega fasciitisa, je pogosto treba odstraniti poškodovano tkivo. Pojavili so se sevi S. pyogenes, ki so odporni proti makrolidnim antibiotikom; vendar pa vsi sevi ostajajo enakomerno dovzetni za penicilin.
Odpornost  Streptococcus pneumoniae proti penicilinu in drugim betalaktamom po vsem svetu narašča. Glavni mehanizem odpornosti vsebuje prevzem mutacij v genih proteinov, ki vežejo penicilin. Selektivni pritisk verjetno igra pomembno vlogo in velja, da je uporaba betalaktamskih antibiotikov vpletena kot dejavnik tveganja za okužbe in kolonizacijo. S. pneumoniae je vzrok za obolenj, kot so pljučnica, bakteremija, vnetje srednjega ušesa, meningitis, vnetje sinusov, vnetje potrebušnice in artritis.
Multirezistentna Enterococcus faecalis in Enterococcus faecium povezujejo z nosokomialnimi okužbami. Med temi sevi so leta 1983 dokazali proti penicilinu  odporni  Enterococcus, leta 1987 proti  vankomicinu odporni Enterococcus, in v poznih devetdesetih letih proti linezolidu odporni Enterococcus.

### Pseudomonas aeruginosa
Pseudomonas aeruginosa je zelo razširjen oportunistični patogen. Eden od najbolj skrb vzbujajočih značilnosti  P. aeruginosa je njegova nizka občutljivost za antibiotike, ki jo je pripisati usklajenem sodelovanju izstopnih črpalk za različne učinkovine, kromosomsko kodiranih genov odpornosti na antibiotike (na primer mexAB-oprM, mexXY, itd.) in nizke prepustnosti celične ovojnice bakterij.  Pseudomonas aeruginosa ima sposobnost tvoriti HAQe, za katere so ugotovili, da imajo za oksidacijo dobrodelne učinke in pa prekomerno izraženo zmerno povečanje občutljivosti za antibiotike.
Študija je eksperimentirala z biofilmi Pseudomonas aeruginosa biofilma in ugotovila, da motnja v genih reIA in spoT povzroči deaktiviranje strogega odziva v celicah, katerih prehranjevanje je omejeno (zaradi česa celice postanejo bolj občutljive za antibiotike).

### Clostridium difficile
Clostridium difficile je bolnišnični patogen, ki v bolnišnicah po vsem svetu povzroča drisko. Proti klindamicinu odporen C. difficile je po poročilih vzrok za obsežne izbruhe driske v bolnišnicah v New Yorku, Arizoni, na Floridi in v Massachusettsu med letoma 1989 in 1992. Geografsko razpršeni izbruhi sevov C. difficile, ki so odporni proti fluorokinolonskim antibiotikom, kot sta ciprofloksacin in levofloksacinom, so se leta 2005 pojavili tudi v Severni Ameriki.

### SalmonellainE. coli
Do okužbe z  Escherichio coli in Salmonello lahko pride zaradi uživanja kontaminirane hrane.  Če pride do širjenja obeh vrst bakterij, lahko pride do resnih zdravstvenih problemov. V bolnicah vsako leto konča veliko okuženih, pri nekaterih pride tudi do smrti. Začenši s 1993 so nekateri sevi E. coli postali odporni proti več vrstam fluorokinolonskih antibiotikov.

### Acinetobacter baumannii
5. novembra 2004, je Center ZDA  za nadzor in preprečevanje bolezni (CDC) obvestil javnost o naraščajočih okužbah obtočil z Acinetobacter baumannii pri bolnikih v vojaških zdravstvenih ustanovah, v katerih so zdravili vojake, ranjene v Iraku, Kuvaitu in Afganistanu. Večina je kazala multirezistentnost, nekaj izolatov je bilo odpornih proti vsem testiranim zdravilom.

### Klebsiella pneumoniae
Bakterije Klebsiella pneumoniae, ki tvorijo karbapenemazo, so skupina hitro rastočih gram-negativnih bacilov, ki so visoko odporni proti zdravilom; za okuženja z njimi je značilna znatna obolevnost in umrljivost, in pa pojavnost, ki naglo narašča v različnih kliničnih okoljih po vsem svetu.  Antibiotiki na osnovi karbapenema (doslej pogosto  v skrajni sili uporabljano zdravilo pri odpornih okužbah) proti organizmom, ki tvorijo KPC, na splošno niso učinkoviti.

### Mycobacterium tuberculosis
Zadnjih nekaj let tuberkuloza (TB) narašča po vsem svetu, zlasti v državah v razvoju, TB, ki je odporna proti antibiotikom, se imenuje MDR TB (multirezistentna TB). Globalno je MDR TB vzrok za 150.000 smrti letno. Vzpon epidemije HIV-a/aidsa je k temu samo še prispeval.
TB je veljala za eno izmed najpogostejših bolezni in do odkritja streptomicina (Selman Waksman leta 1943) zanjo ni bilo zdravila. Bakterija pa je kmalu razvila odpornost. Od takrat so uporabljali zdravila, kot sta izoniazid in rifampin. M. tuberculosis razvija odpornost proti zdravilom s spontanimi mutacijami v svojem genomu. Odpornost proti enemu od njih je pogosta, zato se običajno zdravi z več kot enim zdravilom. Obsežno odporna tuberkuloza (XDR-TB) je TB, ki je odporna proti drugi generaciji zdravil.
Odpornost bakterije Mycobacterium tuberculosis proti izoniazidu, rifampicinu in drugim zdravilom je klinično vse resnejši izziv. (Za več o tem glejte stran Tuberkuloza.)

## Preventiva
Smotrna raba antibiotikov lahko zaradi disbakterioze zmanjša možnosti za razvoj oportunističnih (priložnostnih) okužb z bakterijami, odpornimi proti antibiotikom. Naš imunski sistem lahko manjše bakterijske okužbe ozdravi sam. Če mu za to damo priložnost, brez zanašanja na antibiotike, bo manj verjetno, da mikrob postane imun ali odporen proti antibiotikom. Pomembno je tudi, da se zavedamo, da antibiotiki virusnih okužb ne zdravijo. Če po nepotrebnem jemljemo antibiotik, da bi ozdravili virusno okužbo, ima lahko za posledico odpornosti proti antibiotikom Ena od raziskav je uporabo fluorokinolonov jasno povezala z okužbami s Clostridium difficile, ki je glavni vzrok za pojave driske v bolnicah v ZDA in velik vzrok za smrti po celem svetu.
Cepiva z odpornostjo nimajo problema, saj jačajo lastno sposobnost telesa; antibiotik deluje neodvisno od lastne obrambe mehanizma. Lahko pa z evolucijo pride do novih sevov, ki se imunosti zaradi cepljenja izogibajo; tako je za gripo vsako leto potrebno novo cepivo.
Cepiva proti stafilokokom so teoretično gledano obetavna, vendar imajo omejeno učinkovitost, zaradi imunoloških razlik med vrstami bakterij Staphylococcus in omejenega trajanja učinkovitosti proizvedenih protiteles. Učinkovitejša cepiva se ta čas razvijajo in preverjajo.
Avstralska organizacija za znanstvene in industrijske raziskave (CSIRO), zavedajoč se, da je treba zmanjšati uporabe antibiotikov, dela v dveh smereh. Ena od alternativ, kako preprečiti bolezni, je živalski krmi namesto antibiotikov dodajati citokine. Ti proteini v telesu živali nastajajo "naravno" po bolezni in, ker niso antibiotiki, k problemu odpornosti proti antibiotikom ne prispevajo.  Preizkusi s citokini so tudi pokazali, da njih raba tudi, tako kot raba antibiotikov doslej, spodbuja rast živali, vendar brez slabih posledic ne-terapevtske uporabe antibiotikov. Citokini lahko omogočijo stopnje rasti živali, ki so jih tradicionalno skušali doseči z uporabo antibiotikov, vendar brez prispevka k odpornosti proti antibiotikom, do katere zaradi ne-terapevtske uporabe antibiotikov prihaja v živinoreji. Poleg tega CSIRO raziskuje možna cepiva za bolezni.

### Zdravljenje z bakteriofagi
Pristop s terapijo z bakteriofagi so obsežno raziskovali, uporablja se kot terapevtsko sredstvo že več kot 60 let, zlasti v Sovjetski zvezi; predstavlja potencialno pomemben, trenutno pa nerazvit pristop k zdravljenju bakterijskih bolezni. Terapijo z bakteriofagi se je v ZDA pogosto uporabljalo vse do odkritja antibiotikov v začetku štiridesetih let. Bakteriofagi (tudi samo fagi) so virusi, ki napadejo bakterijske celice in ki v primeru litičnih bakteriogfagov, ogrožajo presnovo bakterij in povzročajo njih razpad. Pri terapiji z bakteriofagi gre za terapevtsko uporabo litičnih bakteriofagov za zdravljenje patogenih bakterijskih okužb.
Zaradi problema z multirezistentnimi patogeni predstavlja terapija z bakteriofagi dandanes pomembno alternativo antibiotikom. Pregled spletnih študij, ki obravnavajo terapevtske uporabe bakteriofagov v letih 1966-1996 in nekaj najnovejših tekočih projektov na področju zdravljenja s fagi, je pokazala: fagi se uporabljajo lokalno, peroralno ali sistemsko v poljskih in ruskih raziskavah. Po teh študijah naj bi bil odstotek uspešnosti 80‒95 %, z malo gastrointestinalnih ali alergijskih stranskih učinkov. Tudi britanske raziskave so pokazale tudi znatno učinkovitost fagov proti bakterijam E. coli, Acinetobacter spp.,  Pseudomonas spp. in Staphylococcus aureus. Študije v ZDA so se ukvarjale z izboljšavami v bio dostopnosti bakteriofagov. Zdravljenje z bakteriofagi se lahko izkaže kot pomembna alternativa antibiotikom pri zdravljenju bolezni, ki jih povzročajo multirezistentni patogeni.
Odkritje strukture virusnega proteina PlyC je omogočilo razumeti razloge, zakaj virus lahko mori obsežen spekter patogenih bakterij.

## Raziskave

### Razvojne perspektive
Od odkritja antibiotikov dalje je znanstvenikom uspevalo, nova zdravila odkrivati zadosti hitro, da je bilo mogoče zdraviti bolezni, katerih vzrok so bile bakterije, ki so postale odporne proti starejšim antibiotikom; ob začetku 20. stoletja pa se je razvoj zaskrbljujoče upočasnil, tako da za resno bolne bolnike lahko da ni več zdravil, ki bi učinkovala.  Dodaten problem je, da zdravniki zaradi povečanega tveganja za škodljive okužbe morebiti neradi opravljajo rutinske operativne posege. Alternativna zdravljenja imajo lahko resne neželene učinke, tako lahko zdravljenje multirezistentne tuberkuloze povzroči gluhost in norost  Možna kriza, ki je pred nami, je posledica občutno zmanjšanih raziskav in razvoja v industriji.  Nizka raven naložb v raziskave antibiotikov je še dodatno poslabšala razmere.
V ZDA so farmacevtska podjetja in administracija predsednika Baracka Obame predlagale, da se standarde, po katerih FDA odobrava antibiotike proti odpornim organizmom, spremeni. Državni zdravstveni instituti ZDA (NIH ‒ National Institutes of Health) načrtujejo financiranje novega raziskovalnega omrežja za to vprašanje v višini 62 milijonov $ za obdobje 2013-2019.  Na osnovi polnomočij iz Zakona o pripravljenost na pandemije in vse nevarnosti iz leta 2006, je  Ministrstvo za zdravje ZDA napovedalo, da bo skupaj s podjetjem GlaxoSmithKline porabilo 40 do 200 milijonov $ za raziskave in razvoj novih antibiotikov.

### Mehanizem
V raziskavah, objavljenem 17. oktobra 2008 v reviji Cell] je ekipa znanstvenikov identificirala mesto v bakteriji, na katerega antibiotik miksopironin osredotoča svoj napad, in pojasnila, zakaj je napad uspešen. Miksopironin se veže na ključni encim v bakteriji, na RNA polimerazo, in ga inhibira. Miksopironin spreminja strukturo segmenta switch-2 segmentu v  encimu, s čimer zavira branje in prenos DNA zapisa. S tem RNA-polimerazi preprečuje, da bi predala genetsko informacijo ribosomom, tako da bakterija umre.
Leta 2012 je skupina raziskovalcev na Univerzi v Leipzigu prilagodila peptid, ki ga je najti v čebelah. Peptid učinkuje proti 37 vrstam bakterij.
Eden od glavnih vzrokov za odpornost proti antibiotikom je povečano črpanje mikrobnih transporterjev ABC, kar zmanjšuje učinkovito koncentracijo drog znotraj celice. Inhibitorje ABC transporterjev, ki se lahko uporablja v kombinaciji z obstoječimi proti-sredstev, se trenutno klinično preizkuša; na voljo so za terapevtske režime.

### Aplikacije
Odpornost proti antibiotikom je pomembno orodje za genetski inženiring. Plazmid, ki poleg za raziskave zanimivih genov vsebuje tudi gene odpornosti proti antibiotikom, zagotavlja raziskovalcu, da bodo bakterije po razmnoževanju vsebovale le kopije s plazmidi za preživetje. Tako je mogoče zagotoviti, da nasledniki bakterije vsebujejo gen, ki ga je mogoče manipulirati.
Najpogosteje se v genskem inženiringu uporabljajo na splošno »starejši« antibiotiki, ki za klinično prakso več ali manj niso več zanimivi. Med njimi so:
- ampicilin
- kanamicin
- tetraciklin
- kloramfenikol

V industriji uporaba odpornosti proti antibiotikom ni zaželena, ker bi za gojenje bakterijskih kultur bile potrebne velike količine antibiotikov. Namesto tega se raje uporablja auksotropne seve bakterij (in plazmide z nadomeščanjem funkcije).